# Grenoble
Grenoble (Grenoblo en francoprovençal) és una ciutat francesa, situada al departament de la Isèra, a la regió d'Alvèrnia-Roine-Alps.

## Orografia
És situada en un encreuament de valls: la vall de l'Isère, que obre la via cap a la Savoia, el Baix Delfinat i les comarques del riu Roine; i les valls del Drac i del seu afluent, el Romanche, per les quals aflueixen a Grenoble els productes de l'alta muntanya del Delfinat. El nucli original de la ciutat era emplaçat fora de les planes baixes, al peu meridional del mont Rachais.

## Història
A l'època preromana ja existia la ciutat i s'anomenava Cularo, nom d'origen celta del qual no se sap el significat. Amb la conquesta romana es mantingué aquest nom, però sota el regnat de l'emperador Gracià el nom es canvià per Gratianopolis, en honor d'aquest emperador.
Ja a l'època medieval, al segle xi, els comtes de Albon van triar la ciutat com a capital de la seva província, el Delfinat. Aquesta situació, reforçada per l'annexió a França el 1349, li va permetre desenvolupar la seva economia. Grenoble ciutat esdevé llavors una ciutat parlamentària i militar a la frontera amb la Savoia.
El "Dia de les teules" és el nom d'un motí que va produir-se el 7 de juny de 1788 a Grenoble, durant el qual els revoltats van enfrontar-se a les tropes tirant teules des dels terrats. Això en el context de la revolta parlamentària arran de l'intent d'anul·lar els poders retornats als parlaments al començament del regnat de Lluís XVI i que va portar a tancar el Parlament i intentar expulsar per la força els diputats fora de Grenoble. Aquest primer motí greu contra l'autoritat reial (tres morts i una vintena de ferits entre la població i un nombre força important de ferits en la tropa) fou el preludi de la Revolució Francesa: el 2 d'agost, el rei cedeix i convoca els estats provincials de Dauphiné a Romans per al 10 de setembre i els estats generals del regne a Versalles per a l'1 de maig de 1789.
Acollí els Jocs Olímpics d'Hivern el 1968.

## Economia
La indústria principal deriva de l'aprofitament de les fonts d'energia locals: turbines i maquinària elèctrica per a les centrals hidroelèctriques. També hi ha indústria de fibres tèxtils artificials, guants, articles de cuir i ciment. Té un aeroport internacional i és un centre de recerca nuclear. També és un centre turístic. Entre els monuments hi ha la catedral (segles XII-XIII), el palau de justícia —antic palau dels Delfins—, renaixentista, i importants obres actuals, com la casa de la ciutat (1967), de Maurice Novarina i Jean Prouvé, i la ciutat olímpica de Novarina (1967-68).

## Persones il·lustres
- Antoine-Pierre Barnave (1761-1793), advocat i polític
- Henri Beyle «Stendhal» (1793-1842), escriptor
- André Mazet (1793-1821), metge
- Henri Fantin-Latour (1834-1904), pintor
- Lionel Terray (1921-1965), alpinista
- Janine Charrat (1924-2017), ballarina i coreògrafa

## Educació
- Grenoble School of Management
- Université Grenoble-Alpes